# Andacollo (kommun)
Andacollo är en kommun i Chile.   Den ligger i provinsen Provincia de Elqui och regionen Región de Coquimbo, i den centrala delen av landet, 400 km norr om huvudstaden Santiago de Chile.
Omgivningarna runt Andacollo är i huvudsak ett öppet busklandskap. Runt Andacollo är det ganska glesbefolkat, med 21 invånare per kvadratkilometer.